# 崎山半島

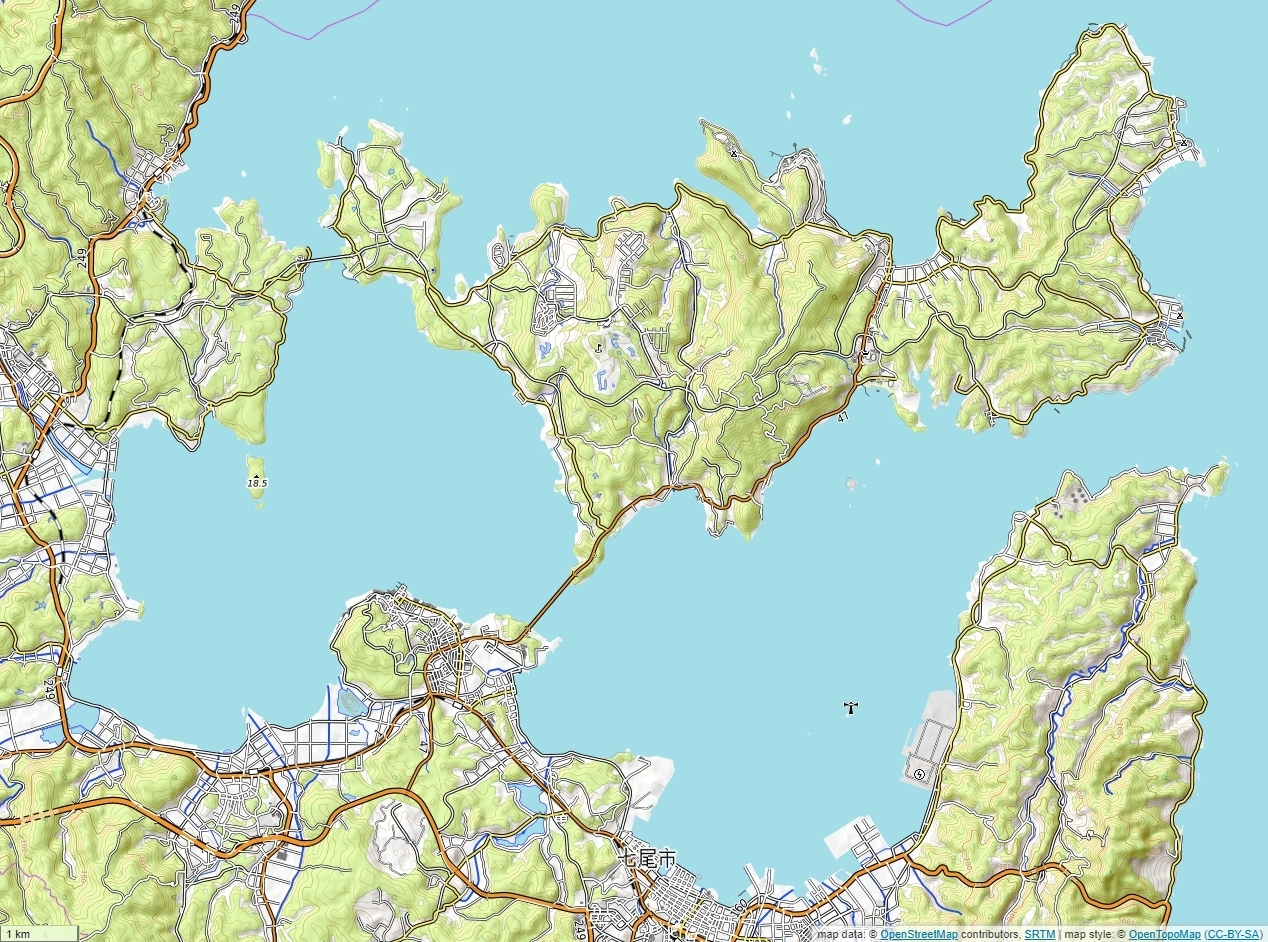
七尾湾の地図、右下が崎山半島。

崎山半島（さきやまはんとう）は、石川県七尾市にある半島。能登半島内にある入れ子半島で、能登島と共に小口瀬戸を作り七尾湾(七尾東湾)と日本海とを二分している。国土地理院の地質図などに記載されている。

## 地質
崎山半島が最初に形成されたのは約2500万年前に起こった日本海拡大期の激しい火山活動による安山岩の堆積で、現在の崎山半島では黒褐色で輝石を含む安山岩が見られる。その後は隆起が起こり安山岩の高い部分の一部だけが残る多島海となり、1300〜900万年前にはその間に大量の泥が堆積し、虫崎砂岩層と呼ばれる現在の崎山半島ではひび割れして脆く崖崩れしやすい地層を形成した。
崎山半島の地質史における大異変は約650万年前に半島の西側3分の2にあたる部分が200m以上陥没したことである。この陥没は伊掛山断層と呼ばれ能登半島の一部にも含まれる。陥没で出来た入江には泥が堆積し赤崎泥岩層を形成した。
350万年前には崎山半島の赤崎泥岩層が隆起し現在の七尾市街まで続く細長い入江が形成され、その海底に石灰質の崎山シルト岩層が形成された。このシルト岩から滲み出る水からは石灰華が形成されているほか、かつてはセメント原料として大量に採掘された。

### 応用地質
- 湯川温泉
湯川温泉は深度603.4m、水温51.3度のナトリウム・カルシウム-塩化物強塩泉でラドンを含む。シルト岩層から噴出している温泉で、新第三紀層の火山岩類の貯留熱が亀裂に沿って地表に湧出したと思われる[2]。
- 崎山半島の水石
水石は上湯川に産出し毎年1cm前後形成される石灰華で貴重な産物である[3]。

## 自然

### 植物
定期的な草刈りを行っている崖地草本群落の一部にはミズスギやドクウツギ、タコノアシ、ホタルカズラを含む群落がある。